# Taphrina ulmi
Taphrina ulmi (лат.) — вид грибов рода тафрина (Taphrina) отдела аскомицеты (Ascomycota), паразит вяза (Ulmus). Вызывает деформацию листьев.

## Описание
Описание вызываемых повреждений растения см. в разделе Деформация листьев вяза.
Мицелий однолетний, развивается под кутикулой растения.
Сумчатый слой («гимений») имеет вид восковатого мучнистого налёта на нижней поверхности деформированных листьев, реже на верхней поверхности, сероватого или коричневого цвета. Аски в «гимении» не образуют сплошного слоя.
Аски восьмиспоровые, реже четырёхспоровые, размерами 10—29×7—15 мкм, по другим данным 12—80×8—10 мкм, цилиндрические или эллипсоидальные с округлыми верхушками. Базальные клетки (см. в статье Тафрина) широкие, размерами 15—20×8—11 мкм.
Аскоспоры округлые, размерами 3—5×3—6 мкм, начинают почковаться после выхода из асков (дрожжевидные клетки диаметром 3—8 мкм часто обнаруживаются на поверхности поражённых листьев). У Taphrina ulmi наблюдался также характерный способ почкования спор в асках, при котором происходит прободение оболочек и дочерние бластоспоры оказываются на поверхности асков.

## Распространение и хозяева
Taphrina ulmi распространена на значительной территории Европы и Северной Америки, также известна в Закавказье, Средней Азии и Казахстане.
Поражает различные виды вяза (Ulmus), типовой хозяин — Вяз малый (Ulmus minor). В Европе встречается также на вязе шершавом (Ulmus glabra), вязе гладком (Ulmus laevis), в Америке — на вязе американском (Ulmus americana), Ulmus alata, Ulmus rubra.

## Деформация листьев вяза
На листьях возникают округлые или неправильной, угловатой формы пятна размером 0,5—2 см, поражённая часть листовой пластинки слегка вздутая (выпукло-вогнутая). Пятна могут сливаться и покрывать значительную часть листа. Цвет пятен желтоватый, сероватый или коричневый, впоследствии пятна чернеют, поражённая часть листа отмирает и выпадает. Хотя в отдельные годы может происходить сильное поражение листьев, болезнь обычно не считается вредоносной. Ощутимый вред от деформации листьев вяза зафиксирован лишь в Крыму, где болезнь сопровождается деформацией побегов и наносит ущерб молодым насаждениям.